# Gabe Brown
Gabriel Thomas "Gabe" Brown (Ypsilanti, Míchigan; 5 de marzo de 2000) es un baloncestista estadounidense que pertenece a la plantilla del Trapani Shark de la Lega Basket Serie A italiana. Con 2,01 metros de estatura, juega en la posición de alero.

## Trayectoria deportiva

### Universidad
Jugó cuatro temporadas con los Spartans de la Universidad Estatal de Míchigan, en las que promedió 7,1 puntos y 2,9 rebotes por partido. En su última temporada, tras promediar 11,6 puntos y 3,8 rebotes por partido, fue incluido por los entrenadores en el tercer mejor quinteto de la Big Ten Conference.

#### Estadísticas
| Año     | Equipo         | PJ  | PT | MPP  | %TC  | %3P  | %TL   | RPP | APP | ROB | TPP | PPP  |
| ------- | -------------- | --- | -- | ---- | ---- | ---- | ----- | --- | --- | --- | --- | ---- |
| 2018–19 | Michigan State | 32  | 0  | 8.0  | .390 | .372 | 1.000 | 1.2 | .1  | .1  | .1  | 2.3  |
| 2019–20 | Michigan State | 31  | 16 | 21.9 | .436 | .341 | .947  | 3.6 | .5  | .3  | .4  | 6.8  |
| 2020–21 | Michigan State | 25  | 5  | 20.7 | .471 | .420 | .882  | 2.7 | .5  | .4  | .5  | 7.2  |
| 2021–22 | Michigan State | 36  | 36 | 28.9 | .428 | .382 | .894  | 3.8 | 1.1 | .7  | .3  | 11.6 |
| Total   | Total          | 124 | 57 | 20.1 | .435 | .379 | .896  | 2.9 | .6  | .4  | .3  | 7.1  |

### Profesional
Tras no ser elegido en el Draft de la NBA de 2022, el 3 de agosto firmó contrato con los Toronto Raptors, con quienes disputó la pretemporada. Sin embargo, acabó siendo incluido en la plantilla de su afiliado en la NBA G League, los Raptors 905. En su primera temporada promedió 12,5 puntos y 3,1 rebotes por partido.
El 28 de julio de 2023 fichó por Openjobmetis Varese de la Lega Basket Serie A italiana.
El 6 de diciembre de 2024 fichó por el Trapani Shark, también de la Lega Basket Serie A italiana.